# Association nationale des docteurs
L'Association nationale des docteurs ou ANDès est une association à but non lucratif fondée en 1970 par Ivan Peychès à l'initiative de Pierre Aigrain. Elle rassemble des détenteurs du diplôme, grade et titre de docteurs, de toutes disciplines, quels que soient leur âge, leur statut professionnel, qu'ils résident en France ou à l'étranger. 
L'ANDès a pour missions principales de promouvoir le doctorat, mettre les talents des docteurs au service de la société et développer un réseau fédérateur de docteurs. 
L'ANDès est une association régie par la loi du 1er juillet 1901, reconnue d'utilité publique depuis 1975.
De par ses nombreuses actions et son implication dans la concertation avec tous les organismes ou personnalités intéressés par le doctorat et la poursuite de carrière des docteurs, l'ANDès s'affirme comme un acteur et un partenaire majeur dans le paysage français de l'enseignement supérieur et de la recherche.
Elle anime un réseau rassemblant des titulaires du doctorat, la Communauté française des docteurs (CFD), qu'elle a créée en 2008.

## Réalisations
- La publication de nombreuses enquêtes et études[4].
- Les fiches du Doctorat à la loupe recensent les bonnes pratiques autour du doctorat, dans le cadre du Guide du doctorat, co-publié avec la Confédération des Jeunes Chercheurs, et le soutien du ministère de l'Enseignement supérieur et de la Recherche[5].
- La promotion et la reconnaissance du doctorat dans le secteur privé[6], avec en particulier l'entrée du doctorat au Répertoire national des certifications professionnelles (RNCP).
- La reconnaissance du doctorat dans la fonction publique, hors secteur académique[7].
- Le doctorat à l'international[8].
- La co-organisation des Workshop sur l'encadrement doctoral (WED) en 2016, 2018 et 2023[9].
- La co-organisation du Colloque national avec les candidats à l'élection présidentielle 2012, sur la thématique « Jeunes chercheurs : un atout majeur face aux défis de demain », à Paris[10]
- L'organisation des Journées de la Communauté française des docteurs (JCFD) en 2013 (Paris), 2015 (Marseille) et 2018 (Toulouse).
- L'animation du réseau des docteurs en entreprises (jusqu'en 2008).
- Les matinées de l'ANDès[11] : tous les ans de 2002 à 2010, l'ANDès a organisé 2 à 4 conférences sur la science et la recherche, l'enseignement supérieur, la place des docteurs dans la société, et ouvertes à tous.
- Le Guide des financements de la recherche[12] : référencé par le ministère de la recherche lui-même, ce guide recensait de très nombreuses offres de financement pour effectuer des recherches doctorales ou un projet de recherche sous contrat après le doctorat.

## Personnalités liées à l'ANDès
- Pierre Aigrain (1924-2002), physicien et homme politique, fondateur de l'ANDès
- Hubert Curien (1924-2005), physicien et homme politique
- Guy Ourisson (1926-2006), ancien président de l'Académie des sciences et président de l'ANDès
- Ivan Peychès (1906-1978), fondateur de l’ANDès et membre de l'Académie des sciences
- Jacques Valade (1930-2023), homme politique